# Tórtora colltacada oriental
La tórtora colltacada oriental (Spilopelia chinensis) és una tórtora, per tant un ocell de la família dels colúmbids (Columbidae) que habita boscos, terres de conreu i ciutats des del nord de Bangladesh i la Xina, cap al sud fins Hainan, Taiwan, Filipines, Indoxina, Borneo i les illes de la Sonda. Introduïda a Hawaii, Nova Zelanda, Austràlia i altres llocs. 
Sovint considerada coespecífica de Spilopelia suratensis.

## Descripció
La tórtora colltacada oriental té una longitud des de 28 fins a 32 centímetres. El color de base del plomatge de les parts inferiors d’aquest llarga i esvelta tórtora és el rosa, amb matisos grisos al cap i al ventre. Presenta una franja al coll negre pigallat de blanc que fins a la part posterior i als costats del coll, amb plomes negres bifurcades i amb taques blanques als dos extrems. La subespècie de l'Índia i Sri Lanka, la part posterior té plomes marrons amb taques vermelloses.
Les cobertores mitjanes inferiors són de color gris marronós. Les poblacions índies tenen aquestes cobertores amb taques roses a l'extrem, dividides per una franja de color gris fosc que s’eixampla al llarg de l’eix. Les cobertores primàries són de color marró fosc. Les plomes de les ales tenen parts fosques amb vores grises. El centre de l’abdomen i l’àrea anal són blancs. Les plomes exteriors de la cua tenen la punta blanca i es fan visibles quan s’enlaira. Els dos sexes són similars, però els joves són de colors més apagats que els adults i no adquireixen la franja del coll fins que no són adults.
De vegades es poden presentar plomatges anormals com el leucisme.

## Distribució i hàbitat
La tórtora colltacada oriental en la distribució original a Àsia es troba en diversos hàbitats que inclouen boscos, matolls i terres de conreu. A l'Índia es troba a les regions més humides, amb la tórtora del Senegal (S. senegalensis) que és més habitual en zones més àrides. Aquestes tórtores es troben majoritàriament a terra on troben llavors i gra.
L’espècie s’ha establert en moltes zones fora de la distribució nativa. Aquestes noves àrees inclouen Hawaii, sud de Califòrnia, Maurici, Austràlia i Nova Zelanda.
A Austràlia es va introduir a Melbourne a la dècada de 1860 i des de llavors s’ha anat estenent però no hi ha proves suficients que competeixi amb les tórtores natives. Es troben en carrers, parcs, jardins, zones agrícoles i matolls tropicals en diverses ubicacions a l'est d'Austràlia i a les ciutats i grans ciutats del sud d'Austràlia. Les poblacions originals semblen ser S. c. chinensis i S. c. tigrina en proporcions diferents.

## Comportament i ecologia
La tórtora colltacada oriental es mou en parelles o grups reduïts mentre s'alimenten a terra de llavors, grans, fruites caigudes i llavors d’altres plantes. No obstant això, ocasionalment poden menjar insectes i s’ha registrat alimentant-se de tèrmits alats. El vol és ràpid amb aleteig regular i de tanta en tant sonor. L'exhibició consisteix a enlairar-se en un angle pronunciat per donar un fort cop amb les ales i, lentament, lliscar cap avall amb la cua desplegada. La temporada de cria es reparteix en regions càlides, però a l'estiu sol romandre en zones temperades. A Hawaii, es cria durant tot l'any, com fan les altres tres espècies de coloms introduïdes. Al sud d’Austràlia, es reprodueixen majoritàriament de setembre a gener i al nord a la tardor. Nidifiquen principalment en vegetació baixa, construint una tassa de branquetes en què es posen dos ous blanquinosos. De vegades, els nius es col·loquen a terra o en edificis i altres estructures. Els pares participen en la construcció del niu, incubant i alimentant els joves. Els ous desclouen al cap d’uns tretze dies i són volanders al cap d’una quinzena. Es pot augmentar més d'una cria.
L’espècie ha ampliat l'àrea de distribució a moltes parts del món. De vegades, les poblacions poden augmentar i caure ràpidament, en un termini aproximat de cinc anys. A Filipines, l'espècie pot superar la tórtora de les Filipines (Streptopelia dusumieri). L'hàbit que té deixar-se caure quan se les molesta, les converteix en un perill als camps aeris, sovint perquè col·lisionen amb avions i de vegades causen danys.

## Taxonomia
La tórtora colltacada oriental va ser descrita formalment el 1786 pel naturalista austríac Giovanni Antonio Scopoli i donat el nom binomial Columba chinensis. Scopoli va basar el seu compte a “La Turterelle Gris de la Chine” que havia estat descrita i il·lustrada el 1782 pel naturalista francès Pierre Sonnerat en el segon volum del seu llibre “Voyage aux Indes Orientals et à la Chine”. Aquesta espècie antigament es va incloure en el gènere Streptopelia. Un estudi filogenètic molecular publicat el 2001 va trobar que el gènere era parafilètic respecte a Columba. Per crear gèneres monofilètics, la tórtora colltacada oriental, així com la tórtora del Senegal (Spilopelia senegalensis) estretament relacionada, es van traslladar al gènere ressuscitat Spilopelia que havia estat introduït pel zoòleg suec Carl Sundevall el 1873. Sundevall havia designat Columba tigrina com a espècie tipus, un tàxon que ara es considera una subespècie de la tórtora colltacada oriental.
S'ha proposat diverses subespècies per a la variació de plomatge i mida vista en diferents poblacions geogràfiques. La forma nominal és de la Xina (Canton), que també és l’origen de la població introduïda a Hawaii. La subespècie S. c. formosa de Taiwan ha estat considerada com a dubtosa i indistingible de la població nominal. La població de l'Índia S. c. suratensis (amb la localitat tipus a Surat) i S. c. ceylonensis de Sri Lanka tenen unes taques vermelloses a la part posterior. Hi ha una tendència de reducció en la mida dels exemplars del sud de l’Índia, i ceylonensis pot ser només una part d’aquesta clina. Les cobertores alars menors i mitjanes també es veuen a la punta com una taca. Aquest fet distintiu no té poblacions més al nord i a l'est de l'Índia, com S. c. tigrina, que també difereixen molt en les vocalitzacions de les subespècies índies.
Es reconeixen cinc subespècies:
- S. c. suratensis (Gmelin, 1789) - Pakistan, Índia, Nepal i Bhutan.
- S. c. ceylonensis (Reichenbach, 1851) - Sri Lanka (té ales més curtes que suratensis[3]).
- S. c. tigrina (Temminck, 1809) - Bangladesh i el nord-est de l'Índia a través d'Indoxina fins a Filipines i les illes de la Sonda.
- S. c. chinensis (Scopoli, 1786) - nord-est de Myanmar a la Xina central i oriental, Taiwan.
- S. c. hainana (Hartert, 1910) - Hainan (al sud-est de la Xina).

La població de l'illa de Hainan s'inclou a S. c. hainana. Altres com S. c. vacillans (= chinensis) i S. c. forresti (= tigrina) i S. c. edwardi (de Txabua = suratensis) han estat considerades no vàlides.
Tanmateix, la subespècie S. c. Suratensis i S. c. ceylonensis difereixen significativament de les altres subespècies tant en plomatge com en vocalització. Això ha empès a alguns ornitòlegs a tractar S. c. suratensis com a espècie separada, el colom de la vista occidental.